# Ernest Côté
Pour les articles homonymes, voir Côté (homonymie).
Ernest Côté, né le 12 juin 1913 à Edmonton et mort le 25 février 2015 à Ottawa, est un militaire, fonctionnaire et diplomate canadien d'origine franco-albertaine. Il est un vétéran de la Seconde Guerre mondiale. Il participa à la rédaction de la charte de l'Organisation mondiale de la santé (OMS), et fut ambassadeur du Canada en Finlande.

## Biographie
Ernest Côté est né le 12 juin 1913 à Edmonton en Alberta. Son père est le sénateur Jean Léon Côté (1867-1924) et sa mère Cécile Gagnon. Il fit ses études au collège des Jésuites. Il obtint un baccalauréat en sciences de l'Université Laval de Québec au Québec. Ensuite, il fit des études en droit à l'Université de l'Alberta d'Edmonton. Il fut admis au barreau de l'Alberta en 1939.
En décembre 1939, il partit pour l'Angleterre pour la Seconde Guerre mondiale en tant que lieutenant au sein du Royal 22e Régiment. Il fut affecté au personnel du général Andrew McNaughton. Il monta en grade et fut affecté à la position de quartier-maître général de la 3e Division canadienne. Il était ainsi responsable de la logistique pour les troupes canadiennes lors du débarquement de Normandie le 6 juin 1944. Par la suite, il participa aux campagnes canadiennes en France et aux Pays-Bas. Il monta en grade jusqu'au grade de colonel avant d'être rapatrié au Canada pour servir aux Quartiers généraux de la Défense nationale à Ottawa. Il quitta les Forces armées canadiennes en 1945.
Après sa carrière militaire, il devint secrétaire adjoint du ministère des Affaires externes. Il travailla pour la fonction publique fédérale pendant trois décennies et fut notamment sous-ministre des ministères des Affaires indiennes et du Nord à partir de 1955 et des Affaires des Anciens Combattants par la suite. De 1968 à 1972, il fut solliciteur général adjoint du Canada.
En 1972, il devint ambassadeur du Canada en Finlande. Il fit partie de la délégation canadienne à la première assemblée des Nations unies et participa à la rédaction de la charte de l'Organisation mondiale de la santé.
Ernest Côté a été impliqué dans la défense de la culture francophone au Canada. Il a fait du théâtre en français à la radio à Edmonton et organisé le concours de français de l'Association canadienne-française d'Alberta dans les années 1930. Il a aussi milité en Ontario pour le financement public d'écoles secondaires en français. Il a également participé aux activités de l'Association canadienne-française d'Ontario, où il a été président du Comité de restructuration en 1968-1970.
Ernest Côté a été membre de la Société géographique royale du Canada, où il a occupé les fonctions de directeur, de vice-président et de secrétaire. À sa retraite, il s'est consacré au bénévolat, notamment comme membre du conseil d’administration de la Bibliothèque publique d’Ottawa.
Il fit les manchettes en décembre 2014 lorsqu'il fut victime d'un vol dans sa résidence où il fut notamment ligoté.
Il décéda le 25 février 2015 de causes naturelles à Ottawa à l'âge de 101 ans,. Il était le dernier colonel vétéran canadien survivant du débarquement de Normandie.

## Décorations
Il reçut la Légion d'honneur française le 27 mai 2004 pour son service en France au cours de la Seconde Guerre mondiale,.

## Archives
Centre de recherche en civilisation canadienne-française